# Action spéciale douanes
Action spéciale douanes est une série télévisée française en six épisodes de 52 minutes créée par des scénaristes qui ont fait jouer leur droit moral et fait retirer — en signe de protestation — leur nom du générique après avoir visionné les films tournés. La série a été diffusée du 27 mars au 10 avril 2009 sur France 2.

## Synopsis
Cette série relate la vie d'un groupe de cinq agents des douanes basés à Marseille. Leur mission ? Repérer et éradiquer les trafics du monde de la pègre internationale.

## Distribution
- Nadège Beausson-Diagne : Zazie
- Marc Duret : François
- Isalinde Giovangigli : Laurence Lemasson
- Anne Loiret : Procureure Jeanne Hirsch
- Claire Pérot : Céline
- Jean-Pierre Sanchez : Ben
- Boris Terral : Dany
- Frédéric van den Driessche : Serge Kerienko
- Lény Sellam : Christian Dastier
- Olivier Pagès : Commissaire Froissard
- Marc Brun : Collaborateur Kerienko
- Doria Tillier : Lisa Schmidt
- Fabien Baïardi : Baretta

## Épisodes
1. Assasins sans frontières : Le GAD (Groupe Action Douanes) découvre lors de l'interception d'un bateau, une nouvelle drogue, le Krystal, potentiellement dangereuse. Le GAD doit retrouver les dealers avant que la drogue se propage, au risque d'une hécatombe. Le "Parrain" du réseau est un intouchable...
2. Morts sans ordonnance: Le client de deux jeunes prostituées roumaines meurt pour avoir pris une pilule de faux Viagra. le GAD doit remonter la filière avant qu'il ne fasse d'autres victimes...
3. Cas de conscience : L'un des agents du GAD au volant d'un véhicule banalisé repère un camion suspect qui tente de prendre la fuite mais chûte dans un ravin. Le conducteur est tué. . Il était au volant d'un véhicule d'une organisation humanitaire . On croit un instant à une bavure jusqu'à ce qu'on découvre cachés à l'intérieur de camion plusieurs fusils d'assaut AK-47, des pistolets automatiques, des caisses de munitions et des explosifs...
4. Jeux Mortels : Un bébé s'amuse avec un jouet qui s'embrase. Le jouet était fabriqué par une grande marque française qui diffusait ses fins de série par l'intermédiaire de soldeurs asiatiques...
5. Eaux troubles : Une jeune nageuse succombe après la prise d'un nouveau produit dopant. L'enquête remonte la filière des trafiquants jusqu'à ce qu'on s'aperçoive qu'elle a pris ce produit à son insu et que l'empoisonneur est forcément un proche...
6. La dernière ligne blanche: Le "parrain" des trafics de drogues sur la côte qui était dans le collimateur des douanes depuis le premier épisode tombe dans un piege tendu par le GAD...